# Gruppe Soldatenrat
Die Gruppe Soldatenrat war eine österreichische Widerstandsgruppe gegen den Nationalsozialismus, die mittels Flugblättern und Feldpostsendungen gegen die kriegerischen Ambitionen des NS-Regimes Stellung bezog. Mindestens 19 Aktivisten der Gruppe wurden von der NS-Justiz zum Tode verurteilt und 17 von ihnen wurden auch – zumeist im Wiener Landesgericht – durch das Fallbeil hingerichtet.

## Gründung und Ziele
Gegründet wurde die Gruppe durch Aktivisten des Kommunistischen Jugendverbands Österreichs (KJVÖ) nach dem deutschen Überfall auf Polen am 1. September 1939. Der Name „Gruppe Soldatenrat“ wurde von der Geheimen Staatspolizei (Gestapo) nach einem Flugblatt vergeben. Die Gruppe verfasste und vervielfältigte Flugblätter und Zeitschriften wie Der Soldatenrat, Rote Jugend, Kamerad! Soldat der deutschen Wehrmacht! und verteilte und verschickte diese per Feldpost. Ziel war, möglichst viele deutsche und österreichische Soldaten von der Sinnlosigkeit der deutschen Kriegsführung und vom Pazifismus zu überzeugen. Außerdem plante die Gruppe Sabotageakte und Anschläge. Die Mitglieder sammelten leicht brennbare Zelluloidabfälle und der Chemiestudent Walter Kämpf stellte daraus Brandsätze her, die auf Bahnstrecken, am Wiener Westbahnhof, in der Propaganda-Ausstellung „Das Sowjet-Paradies“ (1942) oder in Postbriefkästen deponiert wurden. Etwa von 1940 bis 1942 soll es sich bei dieser Gruppe um eine der größten Jugendorganisationen im österreichischen Widerstand gehandelt haben. Von 1941 bis 1943 führte die Gestapo mit Hilfe von eingeschleusten Spitzeln mehrere Verhaftungswellen durch.
Auffallend an dieser Widerstandsgruppe ist – mit einer Ausnahme – das jugendliche Alter, die jüngste Hingerichtete war 18 Jahre alt, der älteste 25, der hohe Frauenanteil, die kurze Prozessdauer und das Faktum, dass überwiegend Todesstrafen ausgesprochen wurden. Im Regelfall wurden Gnadengesuche abgelehnt.

## Vom NS-Regime Hingerichtete der Gruppe Soldatenrat
Ohne Anspruch auf Vollständigkeit
| Name               | Geburtsdatum       | Beruf                     | Verhaftung        | Prozess                | Hinrichtung        |
| ------------------ | ------------------ | ------------------------- | ----------------- | ---------------------- | ------------------ |
| Ernestine Diwisch  | 23. März 1921      | Tabelliererin             | 25. Mai 1943      | 8. Februar 1944        | 24. Mai 1944       |
| Alfred Fenz        | 22. Februar 1920   | Elektroingenieur          | 23. April 1942    | 25. September 1943     | 2. November 1943   |
| Anna Gräf          | 28. März 1925      | Schneiderin               | 14. November 1942 | 12. Oktober 1943       | 11. Jänner 1944    |
| Elfriede Hartmann  | 21. Mai 1921       | Studentin                 | 24. Februar 1942  | 22. September 1943     | 2. November 1943   |
| Rosa Hofmann       | 27. Mai 1919       | Näherin                   | 16. April 1942    | 15. Dezember 1942      | 9. März 1943       |
| Felix Imre         | 19. November 1917  | Schneidergehilfe          | 13. April 1942    | 24. September 1943     | 2. November 1943   |
| Walter Kämpf       | 12. September 1920 | Schüler, Soldat           | unbekannt         | unbekannt              | 2. November 1943   |
| Oskar Klekner      | 10. Jänner 1923    | Hilfsarbeiter             | 24. Februar 1942  | 27. September 1943     | 2. November 1943   |
| Rudolf Klekner     | 15. Dezember 1912  | Konstrukteur              | 24. Februar 1942  | 27. September 1943     | 2. November 1943   |
| Leopoldine Kovarik | 5. Februar 1919    | Postbeamtin               | 13. November 1941 | 27. September 1943     | 2. November 1943   |
| Karl Mann          | 15. Februar 1924   | Tapezierer                | Oktober 1942      | 10. Oktober 1943       | 13. März 1944      |
| Rudolf Masl        | 30. Mai 1920       | Schlosser                 | ca. Juli 1942     | 17. März 1943          | 27. August 1943    |
| Friedrich Mastny   | 11. März 1921      | Handelsangestellter       | vermutl. Mai 1942 | 22. September 1943     | 2. November 1943   |
| Gertrude Müller    | 15. März 1916      | Kontoristin               | 14. Mai 1942      | 13. Oktober 1943       | 11. Jänner 1944    |
| Friedrich Muzyka   | 7. Juli 1921       | Buchbindergehilfe         | 17. Mai 1943      | 8. Februar 1944        | 24. Mai 1944       |
| Alfred Rabofsky    | 29. Juni 1919      | Schriftsetzer             | 16. Juni 1943     | 8. Februar 1944        | 19. September 1944 |
| Franz Reingruber   | 25. September 1921 | Elektromechaniker         | 9. Juli 1941      | 23. September 1943     | 22. Oktober 1943   |
| Leopoldine Sicka   | 11. November 1924  | Monteurin                 | 5. Juni 1942      | 10. oder 12. Okt. 1943 | 11. Jänner 1944    |
| Franz Sikuta       | 21. Oktober 1921   | Eisengießer               | 12. Juni 1942     | 12. Oktober 1943       | 11. Jänner 1944    |
| Anna Wala          | 21. März 1891      | Mannequin, später Beamtin | 25. Mai 1943      | 8. Februar 1944        | 24. Mai 1944       |

## Weitere Mitglieder
- Walter Burstein, 1942 eines natürlichen Todes gestorben
- Edith Gadawits, später verehel. Schober (1924–2013), von der NS-Justiz zum Tode verurteilt, Urteil abgeändert auf zwölf Jahre Zuchthaus[7]
- Gertrude Hausner, später verehel. Springer (* 1922), von der NS-Justiz zu zwölf Jahren Zuchthaus verurteilt
- Anna Senhofer, von der NS-Justiz zu zwölf Jahren Zuchthaus verurteilt
- Ernestine Soucek geb. Glaser (1892–1987), von der NS-Justiz zu acht Jahren Zuchthaus verurteilt
- Sophie Vitek (* 1919), von der NS-Justiz zum Tode verurteilt, Urteil abgeändert auf 15 Jahre Zuchthaus

Ungeklärt ist bislang das Naheverhältnis des späteren Justizministers Christian Broda, der Ende Mai 1943 im Zusammenhang der Aufdeckung der Gruppe verhaftet und zu drei Monaten Haft verurteilt wurde sowie des Radiotechnikers Friedrich Hedrich (1914–1944), der ebenfalls vom NS-Regime hingerichtet wurde.